# Rio Ruwer

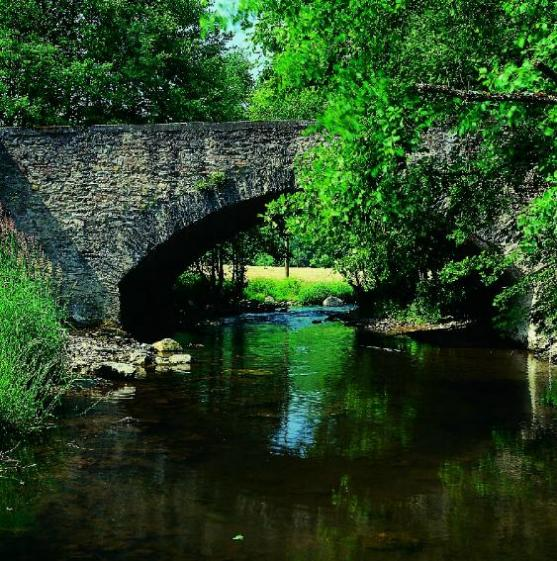
Rio Ruwer

Ruwer é um rio do oeste da Alemanha.